# Evonne Goolagong Cawley
Evonne Fay Goolagong Cawley (Griffith, Nueva Gales del Sur, Australia, 31 de julio de 1951) es una jugadora australiana de tenis profesional retirada. Goolagong lideró en los años 1970 y en principios de los años 1980 el tenis mundial junto a otras tenistas de la época. Ganó 14 títulos de Grand Slam: 7 en individuales (cuatro Abiertos de Australia, dos Wimbledon y un Roland Garros), 6 en dobles femenino y 1 en dobles mixto. No pudo obtener el Grand Slam de carrera ya que nunca logró ganar el Abierto de Estados Unidos, donde llegó a la final 4 veces.
Goolagong fue Nro 1 del ranking WTA por 2 semanas entre abril y mayo de 1976, hecho que recién fue oficializado 31 años después, en 2007, tras encontrarse errores en los cómputos de aquella época.

## Finales de Grand Slam en individuales
Goolagong llegó a 18 finales de Grandes, donde enfrentó a 7 rivales: Margaret Smith, Helen Gourlay, Evert, Navratilova, Tomanová, Wade, Billie Jean.

### Ganadas (7)
| Año  | Torneo                          | Oponente en la Final | Resultado en la final |
| 1971 | Wimbledon                       | Margaret Smith Court | 6-4, 6-1              |
| 1971 | Roland Garros                   | Helen Gourlay Cawley | 6-3, 7-5              |
| 1974 | Australian Open                 | Chris Evert          | 7-6, 4-6, 6-0         |
| 1975 | Australian Open (2)             | Martina Navrátilová  | 6-3, 6-2              |
| 1976 | Australian Open (3)             | Renáta Tomanová      | 6-2, 6-2              |
| 1977 | Australian Open (diciembre) (4) | Helen Gourlay Cawley | 6-3, 6-0              |
| 1980 | Wimbledon (2)                   | Chris Evert          | 6-1, 7-6              |

### Perdidas (11)
| Año  | Torneo          | Oponente en la Final | Resultado en la Final |
| 1971 | Australian Open | Margaret Smith Court | 2-6, 7-6, 7-5         |
| 1972 | Australian Open | Virginia Wade        | 6-4, 6-4              |
| 1972 | Roland Garros   | Billie Jean King     | 6-3, 6-3              |
| 1972 | Wimbledon       | Billie Jean King     | 6-3, 6-3              |
| 1973 | Australian Open | Margaret Smith Court | 6-4, 7-5              |
| 1973 | US Open         | Margaret Smith Court | 7-6, 5-7, 6-2         |
| 1974 | US Open         | Billie Jean King     | 3-6, 6-3, 7-5         |
| 1975 | Wimbledon       | Billie Jean King     | 6-0, 6-1              |
| 1975 | US Open         | Chris Evert          | 5-7, 6-4, 6-2         |
| 1976 | Wimbledon       | Chris Evert          | 6-3, 4-6, 8-6         |
| 1976 | US Open         | Chris Evert          | 6-3, 6-0              |

## Finales de dobles femenino de Grand Slam

### Ganadas (6)
| Año  | Torneo                          | Pareja               | Oponente en la Final                       | Resultado en la Final               |
| 1971 | Australian Open                 | Margaret Smith Court | Jill Emmerson Lesley Hunt                  | 6-0, 6-0                            |
| 1974 | Australian Open (2)             | Peggy Michel         | Kerry Harris Kerry Melville Reid           | 7-5 6-3                             |
| 1974 | Wimbledon                       | Peggy Michel         | Karen Krantzcke Helen Gourlay Cawley       | 2-6, 6-4, 6-3                       |
| 1975 | Australian Open (3)             | Peggy Michel         | Olga Morozova Margaret Smith Court         | 7-6, 7-6                            |
| 1976 | Australian Open (4)             | Helen Gourlay Cawley | Renata Tomanova Lesley Turner Bowrey       | 8-1                                 |
| 1977 | Australian Open (diciembre) (5) | Helen Gourlay Cawley | Kerry Melville Reid Mona Schallau Guerrant | Torneo compartido - final no jugada |

## Finales dobles mixto de Grand Slam

### Ganadas (1)
| Año  | Torneo        | Pareja      | Opponente en la final              | Resultado en la final |
| 1972 | Roland Garros | Kim Warwick | Françoise Durr Jean Claude Barclay | 6-2, 6-4              |

### Perdidas (1)
| Año  | Torneo    | Pareja      | Opponente en la final        | Resultado en la final |
| 1972 | Wimbledon | Kim Warwick | Rosemary Casals Ilie Năstase | 6-4, 6-4              |

## Cronología de individuales en Grand Slam
| Tournament           | 1967  | 1968  | 1969  | 1970  | 1971  | 1972  | 1973  | 1974  | 1975  | 1976  | 1977  | 1978  | 1979  | 1980  | 1981  | 1982  | 1983  | RF Total |
| -------------------- | ----- | ----- | ----- | ----- | ----- | ----- | ----- | ----- | ----- | ----- | ----- | ----- | ----- | ----- | ----- | ----- | ----- | -------- |
| Abierto de Australia | 3R    | 3R    | 2R    | CF    | F     | F     | F     | G     | G     | G     | A / G | A     | A     | 2R    | CF    | 2R    | A     | 4 / 14   |
| Roland Garros        | A     | A     | A     | A     | G     | F     | SF    | A     | A     | A     | A     | A     | A     | A     | A     | A     | 3R    | 1 / 4    |
| Wimbledon            | A     | A     | A     | 2R    | G     | F     | SF    | CF    | F     | F     | A     | SF    | SF    | G     | A     | 2R    | A     | 2 / 11   |
| US Open              | A     | A     | A     | A     | A     | 3R    | F     | F     | F     | F     | A     | A     | CF    | A     | A     | A     | A     | 0 / 6    |
| RF                   | 0 / 1 | 0 / 1 | 0 / 1 | 0 / 2 | 2 / 3 | 0 / 4 | 0 / 4 | 1 / 3 | 1 / 3 | 1 / 3 | 1 / 1 | 0 / 1 | 0 / 2 | 1 / 2 | 0 / 1 | 0 / 2 | 0 / 1 | 7 / 35   |

G=Torneo ganado
F= Final
SF= Semifinal
CF= Cuartos de final
3R= Tercera ronda
2R= Segunda ronda
QR= Qualified Round (Ronda de Clasificación)
A = No participó en el torneo
RF=Resultado final de torneos ganados entre torneos jugados
Nota: El Australian Open en 1977 fue en enero y en diciembre.  Goolagong ganó la edición de diciembre.